# ويليام تشارلز شرودر
ويليام تشارلز شرودر (بالإنجليزية: William Charles Schroeder)‏ هو عالم حيوانات أمريكي، ولد في 1895 في جزيرة ستاتن في الولايات المتحدة، وتوفي في 1977.